# RR 126
Il modello  RR 126 è un radiofonografo progettato dai fratelli Pier Giacomo Castiglioni e Achille Castiglioni nel 1964, commissionato e successivamente prodotto dall’azienda di elettronica italiana Brionvega. Nasce come apparecchiatura stereofonica, divenuta un’icona del pop design degli anni ‘60. Esemplari di questo radiofonografo sono esposti alla Triennale di Milano, al MoMa di New York e per un periodo anche al Victoria & Albert Museum di Londra.

## Storia
L’RR 126 è un radiofonografo progettato dai fratelli italiani Pier Giacomo e Achille Castiglioni nel 1964, commissionato e prodotto dall'azienda di elettronica italiana Brionvega,
che ha segnato la storia nel campo del design applicato a prodotti ad alta tecnologia. L’oggetto è un’icona del pop design (grazie a colori e forme di tendenza in quegli anni) e viene classificato nella categoria d’arredamento come elettrodomestico da salotto, con un’eccezionale notorietà per la facilità d'impiego, innovazione formale e precisione dei dettagli.
Questo apparecchio stereofonico si inserisce perfettamente in un contesto di fine anni '50 - inizio anni '60, nel quale la maggior parte degli oggetti di arredo presenti nelle case italiane erano composti da una struttura di legno e tubolare metallico, imbottiti tradizionali e importanti rifiniture plastiche. In questi anni il design si pose come interlocutore strategico delle piccole e medie industrie tecnologiche e, grazie ai nuovi materiali plastici, poté reinterpretare il rapporto tra l'utente e gli oggetti quotidiani.
Anche se oggi viene inteso come un oggetto da collezione “vintage”, all'epoca rispecchiava un movimento contemporaneo e in voga, che permetteva la sua appetibilità nel mercato. 
I costi dell’epoca erano adeguati alla novità tecnologica ed estetica e permettevano, come beneficio, una maggiore permanenza del prodotto nel mondo del mercato. Oggi, il radiofonografo assume maggior valore poiché è un oggetto da collezione. 

## Descrizione

### Caratteristiche tecniche

#### Materiali
La struttura è formata da involucri in compensato laccato e una calotta in perspex che protegge il giradischi; in questa parte emerge il carattere para-fisiognomico di questo “robot della musica”. Il tutto poggia su un carrello metallico in alluminio anodizzato, con quattro ruote in gomma a sfera, verniciato di nero sui bordi. È disponibile con diverse "tonalità" in laminato plastico colorato, ovvero bianco, nero, rosso, giallo e finto-legno. 

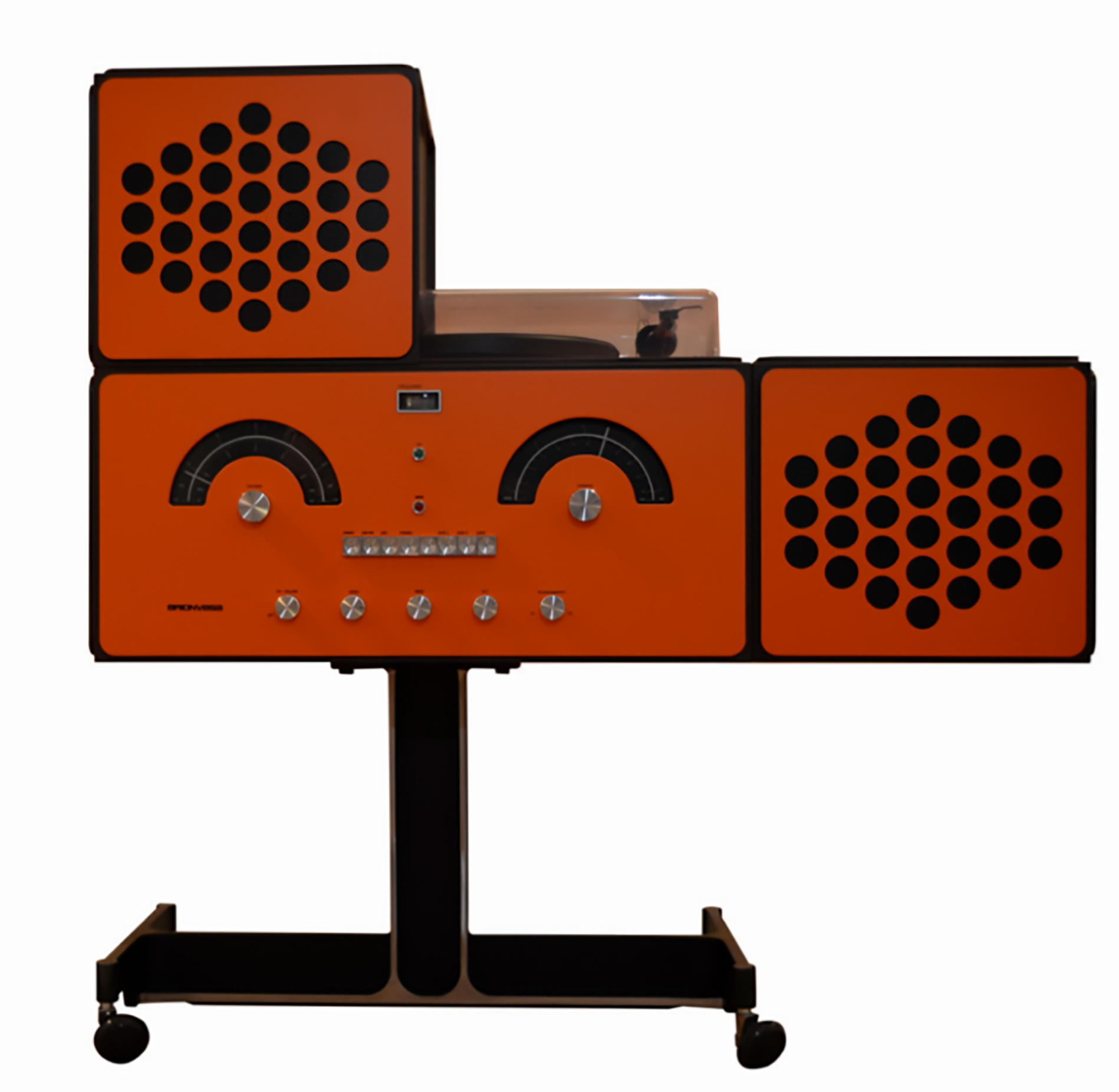
RR 126 versione color rosso

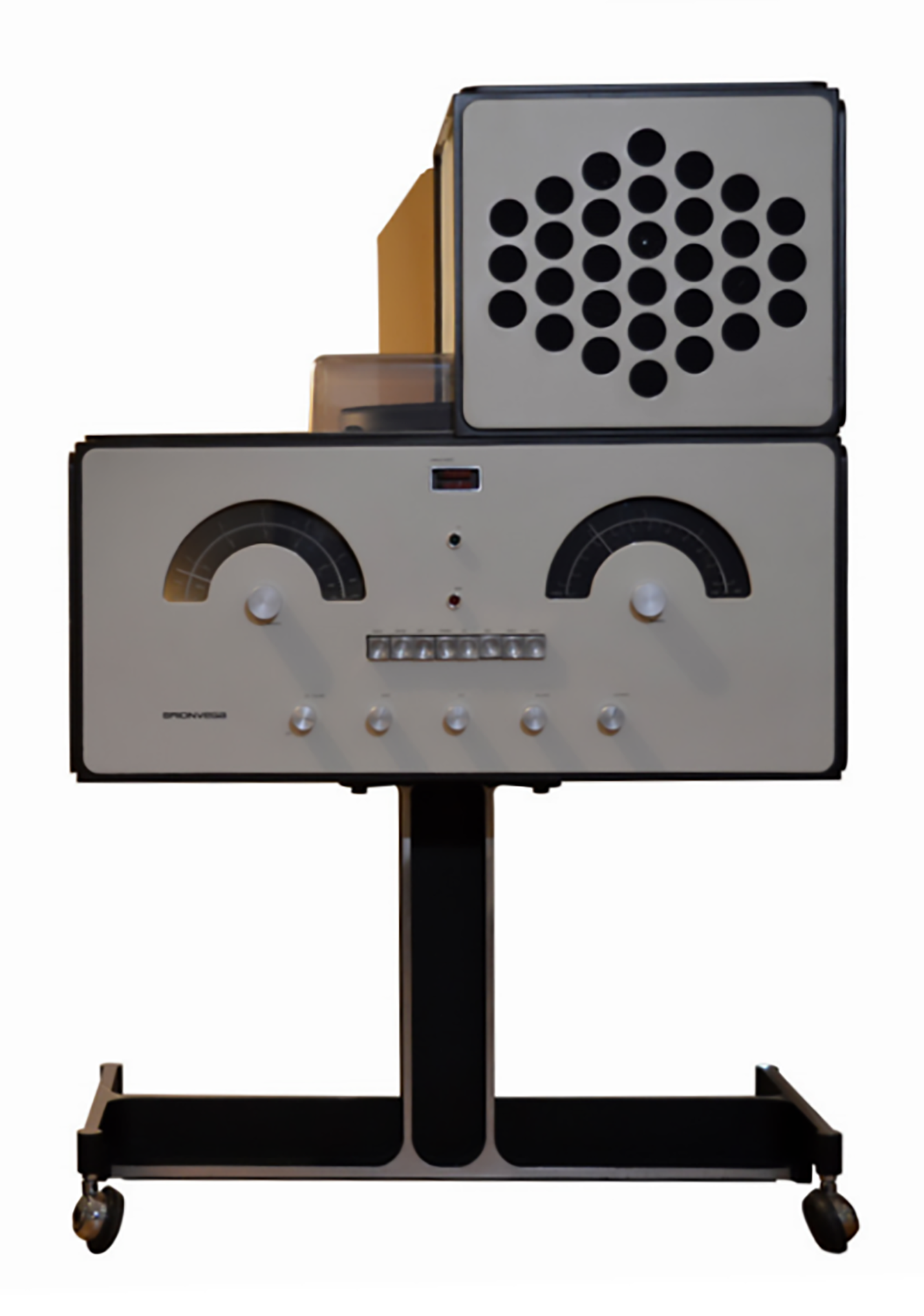
RR 126 versione color bianco

#### Funzione
Le caratteristiche tecniche prevedevano come sorgente la radio AM e FM con le grandi scale parlanti del frontale, un giradischi Dual o Garrard con testina Shure e un ingresso audio sul retro. Il pannello di controllo rettangolare è affiancato da una coppia di diffusori acustici, nella parte superiore del controllo c’è un giradischi “Dual” o "Garrard" con coperchio di plastica rimovibile. Il corpo centrale è montato su un piedistallo in alluminio, con quattro ruote orientabili. Il sistema di elementi può essere assemblato in tre modi diversi: i diffusori acustici possono essere posizionati nella parte superiore, agganciati ai lati oppure separati dall’unità centrale.

#### Assemblaggio
La capacità dell'RR 126 di essere riorganizzata fornirà un pezzo di arredamento alla moda, spiritoso, ispirato alla musica pop, permettendo inoltre all'utente un certo grado di controllo sull'uscita audio del dispositivo. Nella prima composizione le casse sono appoggiate, con adatti registri, sopra il blocco centrale, proteggendo il complesso grammofonico offrendo un ingombro minimo. In questo modo il giradischi viene nascosto, inserendosi in una cavità sul lato inferiore dei diffusori, ciò comporta che solo la
radio può essere usata e che il suono stereofonico è meno efficace.
Nel secondo metodo di assemblaggio, gli stessi altoparlanti sono agganciati ai due fianchi opposti del blocco centrale, consentendo anche l’ascolto dei dischi; tale disposizione
permette una buona ricezione stereofonica a discreta distanza dall’apparecchio. Il giradischi, posto sullo stesso piano di tutto il complesso, è protetto da un’apposita calotta in perspex, alloggiata durante l’uso nell'incastro di uno degli altoparlanti. L’ultima configurazione vede posizionati gli altoparlanti lontano dal corpo principale. 

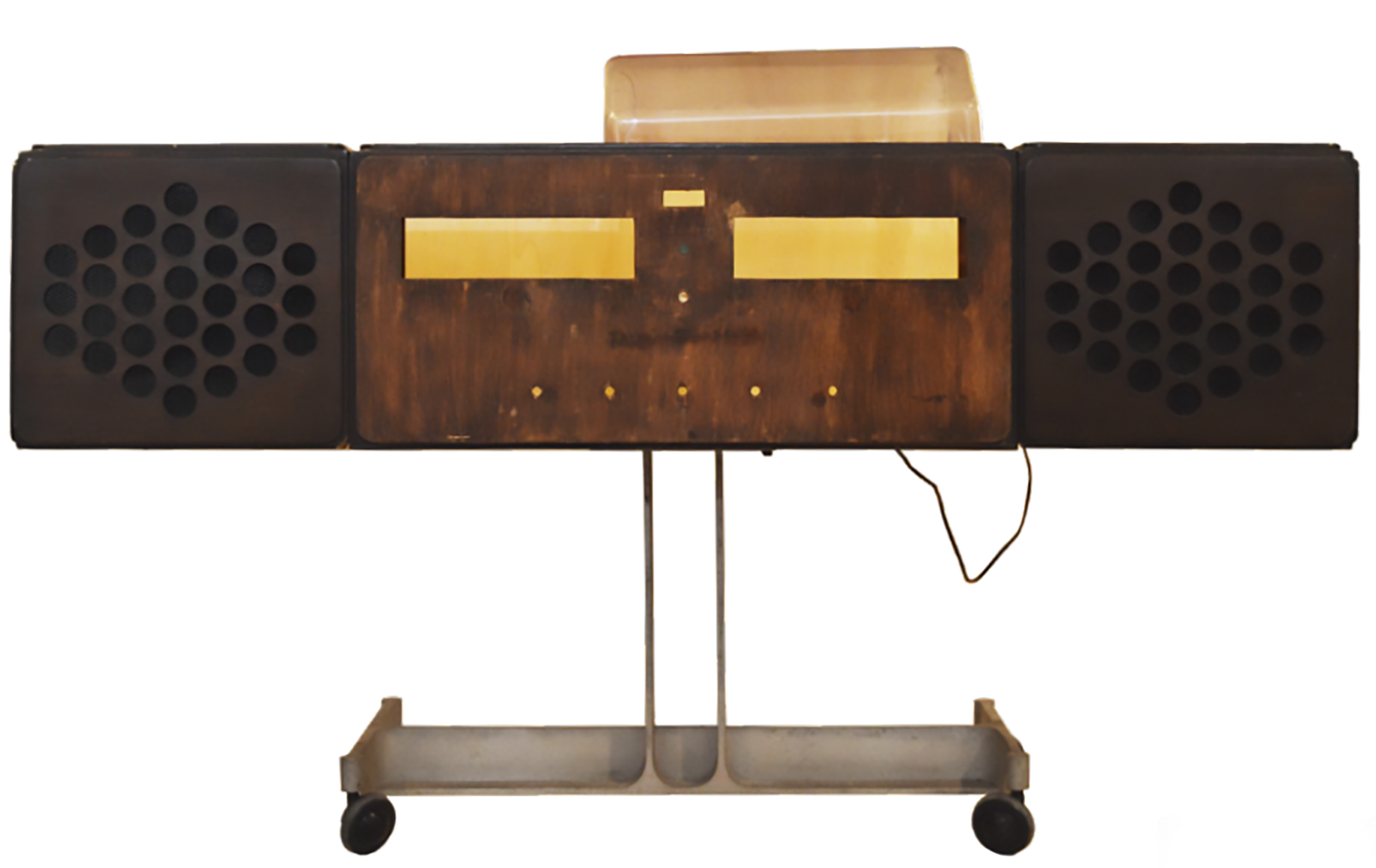
RR 126 (scocca in legno)

#### Qualità del suono
Questa attenzione alla qualità del suono è caratteristica del periodo in cui è stato progettato l'RR 126, lo stesso, durante il quale i pionieri della musica pop, come i Beatles e i Beach Boys, iniziarono a sperimentare seriamente con arrangiamenti stratificati complessi, che richiedevano di suonare su apparecchiature audio di alta qualità per apprezzare la complessità e la ricchezza della produzione sonora.

### Dimensioni
| lunghezza | 121 cm (aperto) | 61 cm (chiuso) |
| larghezza | 36,5 cm         |                |
| altezza   | 75 cm (aperto)  | 91 cm (chiuso) |
| peso      | 32 kg           |                |

Il tutto poggia su un carrello metallico che permette di spostare facilmente l'oggetto. Inoltre, quando non è in uso, i diffusori dotati di comode maniglie possono essere disposti sul resto del sistema per ridurre l’ingombro.

## Caratteristiche plastiche
L’RR 126 è un apparecchio stereofonico dotato di giradischi, radio e altoparlanti caratterizzato da una forma atipica e simpatica, che suscita interesse. La disposizione degli elementi nel pannello di controllo e le casse mobili inizialmente alludevano ad un antropomorfo “animale musicale”; gli altoparlanti e quadranti di controllo venivano rispettivamente associati alle orecchie e al muso dell’animale. Il progetto concretizzato, invece, presenta quadranti audaci, facili da leggere e una grafica semplice che suggerisce un volto umano.

### Colore
L’opposizione cromatica più evidente si presenta nella variante bianca, dove il contrasto tra la superficie (chiara) e la struttura portante (scura), rimandano ad una contrapposizione di luce e ombra. Nelle varianti giallo e rosso è presente un’opposizione tra colori saturati e non, dove le scelte cromatiche appartengono ai pannelli del radiofonografo, mentre il nero è il colore costante della struttura.
Inoltre si riscontra un’opposizione tra colori che rimandano a due differenti tipologie di materiali, naturale e artificiale, nel modello color finto-legno. In più, a differenza della variante completamente nera, le versioni colorate hanno un impatto comunicativo maggiore; questo grazie ai pannelli colorati che vanno in contrasto con la struttura nera e le manopole di controllo metalliche.

### Linee
Anche se a primo impatto l’oggetto può risultare composto solamente da linee rette e spigolose, da un’analisi più accurata si evince che i solidi geometrici rappresentati sono in realtà formati da una struttura a base rettangolare e squadrata mentre lo strato superficiale è formato da dei pannelli smussati che rendono i raccordi dell’intera struttura tondeggianti.

## Rapporto tra i volumi
L’RR 126 presenta una chiara suddivisione dello spazio; il parallelepipedo contenente gli elementi di controllo rappresenta la parte centrale ed è circoscritto dagli altoparlanti e dalla struttura che sorregge l’oggetto. La struttura è formata principalmente da linee rette, in contrapposizione con quelle curve che sono utilizzate per rappresentare le manopole di comando, i pannelli di controllo e l’uscita audio delle casse. Queste due differenti tipologie di linee suggeriscono rispettivamente la staticità della struttura contrapposta alla dinamicità, sia figurativa che funzionale, data dagli elementi di controllo.

## Rapporto con il Pop Design
Il Pop Design richiama il concetto di apparenza e concretezza attribuibile agli oggetti; ciò che appare viene amato per la sua capacità di attirare l'utente, suggerendo quindi un utilizzo immediato e istintivo del prodotto. Otticamente deve essere molto colorato, delineato, grande, per poter essere percepito non solo come uno strumento funzionale, ma come un'insegna in grado di catturare ed eccitare l'utente a interagire con l'oggetto. 
L'RR 126 si dimostra essere quindi un oggetto accattivante, colorato, provocatorio e stimolante; il suo aspetto antropomorfo rivela la scelta dei designer di voler creare un elemento giocoso e interattivo, in linea con le caratteristiche stilistiche in voga all'epoca. Il radiofonografo è caratterizzato da linee dritte e spigolose con morbidi raccordi, colori brillanti (grazie anche alla rifinitura plastica dei pannelli della struttura, tecnica utilizzata proprio a cavallo dei due decenni), modeste dimensioni, possibilità di interagire con l'apparecchio andando a modificare la disposizione delle casse, nonché nell'utilizzo delle manopole e dei comandi per la radio, che rappresentano i tratti somatici del suo aspetto animalesco. Le caratteristiche che collegano RR 126 e Pop Design sono quindi provocazione, gioco, divertimento, colore, interattività, linee e tratti decisi. 

## Grado di codifica
Usando come riferimento le parole di Umberto Eco contenute nel suo "Trattato di Semiotica Generale" del 1975, il radiofonografo RR 126 risulta un oggetto ipercodificato in quanto il suo stile è riconducibile al Pop Design, che sfrutta forme semplici per rappresentare qualcosa di più complesso (animale antropomorfo); è quindi presente una stilizzazione del linguaggio infantile tipico di questo movimento.

## Grado di figuratività
L’RR 126 è caratterizzato da linee ed elementi geometrici semplici che lo rendono stilizzato.

## Valori in gioco
Seguendo i criteri di valutazione impiegati dal semiologo Jean-Marie Floch nel suol quadrato semiotico il radiofonografo presenta valorizzazioni di tipo pratico, utopico, ludico e critico.
Nonostante le sue grandi dimensioni, l'RR 126 si è distinto per la possibilità di assumere una forma più o meno compatta, a seconda delle necessità dell'utente, in quanto permette di poter essere compattato posizionando le casse acustiche al di sopra del blocco comandi. Inoltre, è possibile spostarlo all'interno di un ambiente grazie alle ruote presenti al di sotto della base. 
Dal punto di vista funzionale, il radiofonografo risultava essere un ottimo apparecchio stereofonico, essendo dotato di un sistema acustico all'avanguardia per l'epoca.
All'epoca l'oggetto risultava essere uno strumento utile (per le sue prestazioni), di tendenza (in quanto riprende lo stile pop dell'epoca), ma soprattutto appetibile nel mercato, grazie al rapporto qualità/prezzo.
In contrapposizione con la valorizzazione pragmatica, oggi l'RR 126 assume una valorizzazione ludica, poiché viene meno la sua funzione pratica principale (sistema acustico obsoleto), mantenendo solamente un valore estetico, che lo rendono un oggetto da collezione. 
Il radiofonografo risulta essere un oggetto di design, apprezzato e comprato per la sua importanza legata all'estetica di quel periodo; la sua funzione pragmatica è quindi stata annullata. 

## Curiosità
Nel 2018 è stata effettuata una riedizione del radiofonografo da parte dell'azienda Brionvega, RR 226; l'oggetto riprende le caratteristiche estetiche della versione precedente, riportando però delle migliorie dal punto di vista acustico, rendendolo efficiente per gli standard di oggi.
Un modello di radiofonografo RR 126 laccato bianco appartenuto a David Bowie è stato battuto all'asta per 324 000 €.